# إليانور روس تايلور
إليانور روس تايلور (بالإنجليزية: Eleanor Ross Taylor)‏ هي كاتِبة وشاعرة أمريكية، ولدت في 30 يونيو 1920 في نوروود في الولايات المتحدة، وتوفيت في 30 ديسمبر 2011 في فولز تشيرش في الولايات المتحدة.